# 花園村 (熊本県宇土郡)
花園村（はなぞのむら）は、熊本県宇土郡にあった村。

## 地理
- 河川：潤川
- 池：花園池、立岡池
- 山：花園山 (熊本県)

## 歴史
- 1889年（明治22年）4月1日 - 岩古曽村、花園村、立岡村、古保里村、善道寺村、境目村、松山村が合併して発足。
- 1954年（昭和29年）4月1日 - 宇土町、轟村、緑川村、網津村と新設合併して宇土町になり、消滅。

## 学校
- 花園村立花園小学校